# Црква Свете Тројице у Самариновцу
Црква Свете Тројице у Самариновцу, насељеном месту на територији општине Неготин, припада Епархији тимочкој Српске православне цркве.

## Изградња
Црква Свете Тројице у Самариновцу подигнута је 1934. године. У то време Самариновац је био део парохије којој је пћрипадало и место Милошево. Неки од података указују на то да је Самариновац пре ове имао цркву од дрвета која је била посвећена Светом Сави, али од ње није ништа остало.

## Архитектура
Храм Свете Тројице у Самариновцу пројектован је по узору на српско средњовековно црквено градитељство. Црква је подигнута као триконхосна грађевина са куполом и са правоугаоном припратом са звоником на западној страни. Над централним делом уздиже се осмострана купола, чији су сегменти наглашени монофорама и колонетама које их фланкирају. Фасада цркве урађена је у складу са токовима црквеног градитељства који су подржавали опонашање српско–византијског стила, пре свега елементима моравске архитектуре. Фасада храма у Самариновцу решена је хоризонталним тракама окер и браон боје, а њихова декоративност је употпуњена шаховским пољима који наглашавају лучно завршене прозоре припрате и посебном обрадом западне фасаде. Портал је једноставан, дрвен, наглашен розетом изнад и окружен преплетом геометријских шара. До западног портала води пет степеника. Из припрате степениште води до галерије изнад које је звоник, а лучни пролаз на источној страни води у простор наоса.У делу пода, на прелазу из припрате у наос, уписана је 1933. Наос цркве чини целину са полукружним певничким апсидама. Намена северне певнице је промењена додавањем пулта за паљење свећа, док је јужна задржала своју функцију.

## Иконостас
Олтарски простор затвара високи иконостас који се састоји из две зоне. Иконе су постављене на дрвену, богато обрађену конструкцију. Дуборез се састоји од биљних преплета и геометријских шара, обојених у златну боју. Тематски репертоар прве зоне четири престоне иконе, иконе на дверима и две иконе парапетног реда. На престоним иконама су стојеће фигуре Исуса Христа, Богородице са Христом, Светог Јована Крститеља и Светог Николе. На царским дверима насликане су Благовести са иконама архангела Михаила на јужним и архиђакона Стефана на северним дверима. На парапетним плочама приказани су призори Жртве Аврамове и Усековања главе Светог Јована Крститеља. Другу зону олтарске преграде чини празнични ред са централном иконом Свете Тројице, па четири иконе са приказима Великих празника, Рођења Христовог, Крштења Христовог, Преображења и Вазнесења Христовог. Олтарска преграда се заврпава великим крстом са Распећем Христовим, а око крста су иконе Богородице и Светог Јована Богослова и испод је Христов нерукотворени образ, Мандилион. Црква има и архијерејски трон са иконом Светог Саве и дуборезом златне боје.

## Зидно сликарство
Зидови самариновачког храма обрађени су тако да имитирају оплату од мермера. Једноличност сликаних мермерних плоча оживљена је богатим геометријским шарама. Преовлађују нијансе окер, браон и беле боје са акцентима у плавој, зеленој и бордој боји. Од зидног сликарства истичу се фигуре јеванђелиста. У темену куполе, обојене у плаво, приказан је Бог Отац окружен облацима.